# Якума (река)
Якума (исп. Río Yacuma) — река на северо-востоке Боливии, левый приток Маморе (бассейн реки Мадейра). Берёт исток на восточных склонах Восточной Кордильеры. Течёт в департаменте Бени, в междуречье рек Бени (на западе) и Маморе (на востоке), в увлажнённой северной части возвышенных равнин на востоке Боливии, на Амазонской низменности, к югу от озёр Рогоагуадо, Рогагуадо и Рогагуа. Впадает в Маморе к северо-востоку от города Санта-Ана. Длина 300 км. Площадь водосборного бассейна 17 200 км².
По реке названа провинция Якума в департаменте Бени.
В 1840 году британский ботаник Томас Бриджес сообщил о найденной на реке Якума гигантской водяной лилии — виктории амазонской (Victoria amazonica).